# 空道
空道（くうどう）とは、大道塾（だいどうじゅく）が作り上げた安全性と実戦性の両立を目指した武道であり、打撃技、投げ技、寝技が認められた着衣総合格闘技。
「格闘空手」を標榜して創設された（打撃系総合武道「空道」）。
”大道塾”の最大の特徴は、フェイスマスクとグローブ着用での”顔面への突き・蹴り”を”日本の空手団体として初めて認めた”ことである。
この点が、”顔面への攻撃を禁止”している、大道塾の母体となった極真空手との、最大の違い、”革命的”な点である。
日本国内に100箇所以上、世界中で50か国以上の国に支部を構え空道の普及にあたっている。組織としての大道塾と競技としての空道の関係は、講道館と柔道の関係に似ている。
日本発祥の日本人が創設した武術であるが、競技人口は現在ロシアが最も多く、日本の競技人口を圧倒している。

## 大道塾という団体
大道塾は1981年2月17日、東孝によって、宮城県仙台市で発足した極真空手系（フルコンタクト空手）の空手道団体である。それまで極真空手を実践していた東が大道塾を立ち上げた理由としては、「伝統派（錬武会）の上段突き食らって少し鼻が曲がったから」、「喧嘩では襟掴んで頭突きが得意だったから」などの理由を自身の著書、「はみだし空手」の中で述べているが、顔面無しのフルコンタクトルールに限界を感じたことが大きな理由であると言われている。
発足後、1980年代後半から1990年代初頭にかけて、K-1やU系団体と共に日本における格闘技ブーム興隆の一翼を担った、当時の格闘技業界では数少ない総合格闘技の団体であり、UFC 2にも市原海樹を派遣している。なおこれが日本人として初めてのUFC参戦であり、当時の他の団体はUFCへの挑戦に二の足を踏んでいた。決して本意ではなかったとは言え、グローブルール等にも選手を派遣し、自らグローブルール中心の興行であるTHE WARSを開催し、キックボクシングのトップ選手と大道塾所属の選手が互角に戦うなど実力を見せ、メディアでは大道塾のエース的存在だった長田賢一と正道会館の佐竹雅昭の夢の対決を待ち望む声も大きく、大道塾所属の選手が格闘技雑誌の表紙を何度も飾るなど、当時の格闘技界では正道会館と並んで時代の先端を行く存在であった。
その後、1990年代中盤頃から正道会館等とは正反対にプロの興行などから距離を置き、設立当時から大道塾が目指していた、「実戦性と安全性」の追求という本来の進路に戻ると言う方針をとったことにより他流試合の数は減少、メディアに登場する機会も減少し失速したとも言われることもある。
しかし、興行主体のプロ格闘技に対するアンチテーゼともいうべき方向性は、2001年に大道塾初の世界大会を成功させ、空道という新たな武道を発足させたことで、1990年代中盤からの大道塾の進路が間違っていなかったことの証明となった。そして、文部科学省の後援を得るなど、社会体育団体としての活動を目指す点では異色の格闘団体とも言える。

### 他団体との交流
のちにプロ格闘技の興行とは一定の距離を置いた大道塾ではあるが、1990年代にはサブミッションアーツレスリングと交流し、そののちも中国の武術太極拳散打や合気道S.A.、パラエストラ、覇天会などの団体などとは技術的な交流もあり、大道塾所属の選手がキックボクシング（R.I.S.E.等）や総合格闘技に挑戦しているケースもあり、他団体との技術交流は盛んである。
さらに北斗旗選手権には日本拳法やフルコンタクト空手等の他流派・団体からの挑戦者も多い。過去にはボクシング、武術太極拳散打、テコンドー等の選手が出場したこともある。

### 練習
練習体系はいわゆる空手の稽古の名残があり道場での正座、礼、挨拶、基本稽古、移動稽古、約束組手、組手、掃除等、通常の空手道場によく似た形式で行われている。特に極真空手から分離した団体であるため、その影響をうかがわせる部分も多い。
なお基本稽古・移動稽古という練習の名称自体は他の空手団体と同じだが。その内容は大きく異なる。蹴り技に関してはそれほど違いは大きくないが、手技に関してはそれまでの空手のものとは異なり引き手をとらず、打つ側と逆の手をアゴの横を守るように置くなど、ボクシング等のパンチに近い形である。また構えも実際に戦うときと同じ構えと脚の形である「組み手立ち」が基本になる。

#### 基本稽古の種類
ジャブ・右ストレート・左フック・右フック・左アッパー・右アッパー・肘打ち・前屈前蹴り・正面前蹴り・膝蹴り・横蹴上げ・横蹴り・回し蹴り・後ろ蹴り・横関節蹴り・前関節蹴り・脚払い・金的蹴り

#### 組み技の練習
柔道と同じような受身や打ち込みの練習から入り。その後、投げだけの組手・寝技だけの組手等を行う。道着を着た状態での組み技であるため柔道との類似点も多い。
ただし、柔道とは異なる点も多く、たとえば柔道では片袖片襟を持つ行為は反則だが、空道では反則ではないためそれを利用した変則的な組み方が多い。また、顔面のガードを空けたまま組み付いた場合、打撃を受ける為あらかじめ防御を考慮した組み方が大事であるし、投げた後に寝技で不利にならないような投げ方も必要である。柔道と比較すると脚払い系の技の練習の比率は高く、打撃がある場合使いづらい背負い系の技は頻度は少なめな傾向がある。
なお、立った状態での掴みは10秒でブレイクされるために組んだらすぐに投げに移行する必要がある。
寝技においては柔道とは異なり押さえ込みによる一本勝ちはない。また柔道では反則となる足関節技などが存在する。空道のルール上マウントやバック、ニーインザベリー状態での極め突きがポイントになることからそれらのポジションを目指していき、絞めや関節技を狙うのが基本であるが、寝技の制限時間30秒という短い時間で勝負をつけるためにポジショニングをある程度無視しても極めにいける足関節技が使われることも多い。
これらの組み技における時間的制限と打撃があることの影響から、投げ技・寝技ともにスピードが非常に重視される。

### 帯について
空手や柔道と同じように帯の色によって級や段は分けられている。
- 黒帯 - 初段とそれ以上の段
- 茶帯 - 1・2級
- 緑帯 - 3・4級
- 黄帯 - 5・6級
- 青帯 - 7・8・9級
- 紫帯 - 10級
- 白帯 - 無級

となっている。
昇級、昇段審査は基本稽古、移動稽古、投げ・関節技等の習熟度の審査と、組手による審査。また体力チェックもあり、ベンチプレスやスクワットの数値がそれぞれの級・段によって決められているので（体重や年齢によっても違う）、規定の数値をクリアしなければならない。

### 派生した団体
大道塾からは大小合わせて幾つもの分派が派生し、現在それぞれ異なった路線の活動を行っている。分派団体としては、和術慧舟會、空手道禅道会、武現塾、稲毛道場などが挙げられる。

### 大道塾という名前がついた理由
「大道」は仏教用語の「大道無門」に由来する。本土に渡る前の「唐手」は本来投げ技や関節技を含んだ総合武道であったという認識から、本来の空手の原点に立ち戻るという意味で、従来の空手の枠に囚われない武道を目指している。
そのため、設立時には「空手道」の名称を使用しない独自の格闘技を自称しようという案もあったが（闘道、等）、東のキャリアや道場経営、世間一般での認知度を考慮し、「空手道大道塾」となった。
後の2001年から総合武道「空道」の団体として生まれ変わることになる。

### 道場訓
我々は空道の修行を通じ 強固なる精神力と体力とを養い、文に親しみ智力を練り、人と結びて有情を体し、もって人格の陶冶をなし、社会に寄与貢献する事を希うものなり

## 空道とは
空道とは、極真空手から発展した武道であり、実戦性と安全性を非常に意識した競技である。頭部にスーパーセーフという防具着用のもと突き技、蹴りに加え、投げ、頭突き、肘打ち、金的蹴り、寝技、寸止めマウントパンチ、関節技、絞め技など様々な攻撃が認められる着衣総合格闘技。

### 歴史
2001年に第1回の世界大会が開かれるのを機に、それまでの「空手」の名称から新たな武道である「空道」へと名前を変えた。ただし1980年代から空道を名乗ってはいないものの現在とほぼ同様の規模・ルールでの競技が毎年行われており、2001年に行われたのは「名前の変更」だけであると言っていい。
2001年11月「第一回北斗旗空道世界選手権大会」を代々木第二体育館に世界23か国の参加で開催される、これが「空道」という競技名がついた最初の大会である。
2002年5月「02北斗旗空道全日本体力別選手権」開催。「空道」を冠した初の全日本体力別大会。
2002年には内閣府によりNPO法人「国際空道連盟」が認証される。
2004年5月の「04全日本空道体力別選手権大会」からは文部科学省の後援によって行われている。優勝者には文部科学大臣賞が授与される。
毎年2回全日本選手権が開かれており（5月ごろに階級別・11月ころに無差別）、4年に一度世界大会が開かれている。

### 統括団体

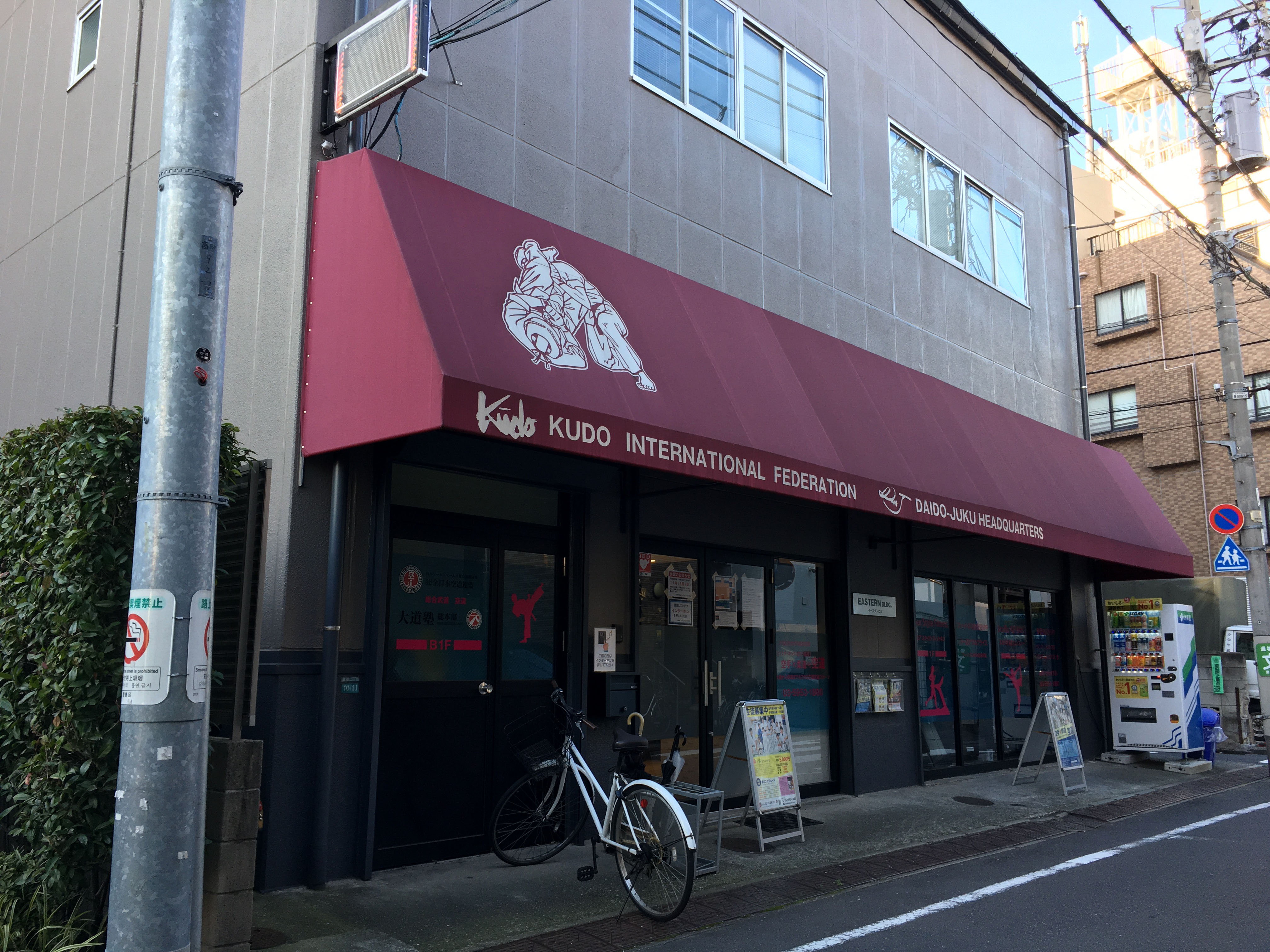
全日本空道連盟 大道塾 総本部

- NPO法人国際空道連盟
- 全日本空道連盟[注 2]

大道塾は国際空道連盟・全日本空道連盟に加盟しているが、統括団体の2つとも現在は実質的には大道塾と同一の団体である。

### 競技人口
ロシアがもっとも多く日本がそれに次ぐものとなっている。そのほか50か国以上に普及しているが、現在も競技人口は増えつつある。
ロシアでは安全性と実戦性が高く評価され、空道が国立大学の学科として開設され、試合には多くの企業のスポンサーが付くなど公的・私的なバックアップが強力であり、5万とも10万とも言われる競技人口が存在する、日本国内では1万人以下である。

## 北斗旗（空道全日本選手権）
北斗旗とは全日本空道連盟が主催する空道の大会の名称で、「北斗旗全日本体力別選手権大会」と「北斗旗全日本無差別選手権大会」がある。北斗旗という名称は北斗七星から名をとって作られた最優秀選手賞獲得者に与えられる旗のことであり、大会の名前にもなっている。
体力別選手権は、春に仙台市の仙台サンプラザ（2005年まで宮城県スポーツセンター、2006年・2007年は愛知県武道館）で開催され、無差別選手権は秋に東京の国立代々木競技場第二体育館で開催される。体力別選手権は、身長と体重を合わせた「身体指数」により5つの階級に分けて競技が行われる。なお、オープントーナメントで開催されており大道塾以外にも日本拳法やアマチュア修斗選手などが出場者に名を連ねる年もある。
| 回 | 年     | 優勝                                                                        | 準優勝                                                                      | 3位                                                                         | 4位                                                                         |
| -- | ------ | --------------------------------------------------------------------------- | --------------------------------------------------------------------------- | --------------------------------------------------------------------------- | --------------------------------------------------------------------------- |
| 1  | 1981年 | 岩崎弥太郎                                                                  | 後藤彰                                                                      | 村上成之                                                                    | 村上明                                                                      |
| 2  | 1982年 | 岩崎弥太郎（2）                                                             | 西良典                                                                      | 村上明                                                                      | 松本剛                                                                      |
| 3  | 1983年 | 西良典                                                                      | 岩崎弥太郎                                                                  | 三浦悦夫                                                                    | 長田賢一                                                                    |
| 4  | 1984年 | 西良典（2）                                                                 | 長田賢一                                                                    | 岩崎弥太郎                                                                  | 三浦悦夫                                                                    |
| 5  | 1985年 | 長田賢一                                                                    | 西良典                                                                      | 佐和田亮二                                                                  | 三浦悦夫                                                                    |
| 6  | 1986年 | 長田賢一（2）                                                               | 山田利一郎                                                                  | 佐藤一夫                                                                    | 三浦悦夫                                                                    |
| 7  | 1987年 | 山田利一郎                                                                  | 長田賢一                                                                    | 西良典                                                                      | 荒井秀顕                                                                    |
| 8  | 1988年 | 山田利一郎（2）                                                             | 比嘉正行                                                                    | 松下善裕                                                                    | 庄田真人                                                                    |
| 9  | 1989年 | 長田賢一（3）                                                               | 峯岸昭夫                                                                    | 木村優元                                                                    | 加藤清尚                                                                    |
| 10 | 1990年 | 市原海樹                                                                    | 石田圭市                                                                    | 木村優元                                                                    | 飯村健一                                                                    |
| 11 | 1991年 | 加藤清尚                                                                    | 沖見正義                                                                    | 市原海樹                                                                    | 西出太郎                                                                    |
| 12 | 1992年 | 長田賢一（4）                                                               | 加藤清尚                                                                    | 市原海樹                                                                    | 石田圭市                                                                    |
| 13 | 1993年 | 市原海樹（2）                                                               | 石田圭市                                                                    | 辻井恭                                                                      | 長沼豊                                                                      |
| 14 | 1994年 | 山田利一郎（3）                                                             | 市原海樹                                                                    | 秋山賢治                                                                    | 加藤清尚                                                                    |
| 15 | 1995年 | 酒井修                                                                      | 中山正和                                                                    | セミー・シュルト                                                            | 五十嵐祐司                                                                  |
| 16 | 1996年 | セミー・シュルト                                                            | 稲垣拓一                                                                    | アリエフ・ベチェスラブ                                                      | 中山正和                                                                    |
| 17 | 1997年 | セミー・シュルト（2）                                                       | 森直樹                                                                      | 山崎進                                                                      | アレクセイ・コノネンコ                                                      |
| 18 | 1998年 | アレクセイ・コノネンコ                                                      | 稲垣拓一                                                                    | 山崎進                                                                      | 長野常道                                                                    |
| 19 | 1999年 | 稲垣拓一                                                                    | 山崎進                                                                      | 森直樹                                                                      | 武山卓己                                                                    |
| 20 | 2000年 | 稲垣拓一（2）                                                               | 山崎進                                                                      | アレクセイ・コノネンコ                                                      | 飯村健一                                                                    |
|    | 2001年 | 第1回空道世界大会と兼ねる                                                   | 第1回空道世界大会と兼ねる                                                   | 第1回空道世界大会と兼ねる                                                   | 第1回空道世界大会と兼ねる                                                   |
| 22 | 2002年 | 藤松泰通                                                                    | 清水和磨                                                                    | アレキサンダー・ロバート                                                    | 寺本正之                                                                    |
| 23 | 2003年 | 山崎進                                                                      | 清水和磨                                                                    | アレキサンダー・ロバート                                                    | 寺本正之                                                                    |
| 24 | 2004年 | 藤松泰通（2）                                                               | 五十嵐祐司                                                                  | 平塚洋二郎                                                                  | 稲田卓也                                                                    |
|    | 2005年 | 第2回空道世界大会と兼ねる                                                   | 第2回空道世界大会と兼ねる                                                   | 第2回空道世界大会と兼ねる                                                   | 第2回空道世界大会と兼ねる                                                   |
| 26 | 2006年 | 藤松泰通（3）                                                               | 清水和磨                                                                    | 笹沢一有                                                                    | 平塚洋二郎                                                                  |
| 27 | 2007年 | 藤松泰通（4）                                                               | 吉澤雅宏                                                                    | 高橋腕                                                                      | 稲田卓也                                                                    |
|    | 2008年 | 第3回世界大会の代表選手選考のため「無差別」ではなく「体力別」として行われた | 第3回世界大会の代表選手選考のため「無差別」ではなく「体力別」として行われた | 第3回世界大会の代表選手選考のため「無差別」ではなく「体力別」として行われた | 第3回世界大会の代表選手選考のため「無差別」ではなく「体力別」として行われた |
|    | 2009年 | 第3回全世界選手権と兼ねる                                                   | 第3回全世界選手権と兼ねる                                                   | 第3回全世界選手権と兼ねる                                                   | 第3回全世界選手権と兼ねる                                                   |
| 30 | 2010年 | 加藤久輝                                                                    | 堀越亮祐                                                                    | 中村知大                                                                    | 我妻猛                                                                      |
| 31 | 2011年 | 堀越亮祐                                                                    | キーナン・マイク                                                            | 佐々木嗣治                                                                  | 中村知大                                                                    |
| 32 | 2012年 | 加藤久輝                                                                    | 堀越亮祐                                                                    | 加藤和徳                                                                    | 中村知大                                                                    |
| 33 | 2013年 | 加藤久輝                                                                    | 中村知大                                                                    | 谷井翔太                                                                    | 目黒雄太                                                                    |
|    | 2014年 | 第4回全世界選手権と兼ねる                                                   | 第4回全世界選手権と兼ねる                                                   | 第4回全世界選手権と兼ねる                                                   | 第4回全世界選手権と兼ねる                                                   |
| 35 | 2015年 | 清水亮汰                                                                    | 目黒雄太                                                                    | 田中洋輔                                                                    | 押木英慶                                                                    |
| 36 | 2016年 | 野村幸汰                                                                    | 清水亮汰                                                                    | 押木英慶                                                                    | 川下義人                                                                    |
|    | 2017年 | 第3回アジア空道選手権大会として行われた                                     | 第3回アジア空道選手権大会として行われた                                     | 第3回アジア空道選手権大会として行われた                                     | 第3回アジア空道選手権大会として行われた                                     |
| 37 | 2019年 | 加藤和徳                                                                    | 岩崎 大河                                                                   | 服部晶洸                                                                    | 目黒雄太                                                                    |
|    | 2020年 | コロナ禍のため開催されず                                                    | コロナ禍のため開催されず                                                    | コロナ禍のため開催されず                                                    | コロナ禍のため開催されず                                                    |
|    | 2021年 | 「体力別」のみ開催                                                          | 「体力別」のみ開催                                                          | 「体力別」のみ開催                                                          | 「体力別」のみ開催                                                          |
|    | 2022年 | 「体力別」及び「2022アジア空道選手権大会」の開催                            | 「体力別」及び「2022アジア空道選手権大会」の開催                            | 「体力別」及び「2022アジア空道選手権大会」の開催                            | 「体力別」及び「2022アジア空道選手権大会」の開催                            |
| 38 | 2023年 | 西尾勇輝                                                                    | 佐々木龍希                                                                  | 遠藤春翔                                                                    | 辻野浩平                                                                    |
| 39 | 2024年 | 中上悠大朗                                                                  | 西尾勇輝                                                                    | 服部晶洸                                                                    | 目黒雄太                                                                    |

## 海外での大道塾と空道

### 空道世界選手権
4年に1度、空道の世界大会が開催されている。
第一回大会が2001年、第二回大会が2005年、第三回大会が2009年に開催された。58か国の国から参加者がいる。次回の世界大会は2013年である。世界大会の開催地は現在は日本である。

### 各国、各地域での大会
その他ロシアやヨーロッパ等、空道が盛んな国では国内・地域選手権大会が開かれている。
ロシアのウラジオストックで行われるゴールデンイーグル杯、等が有名である。
2007年9月29日には第一回空道ヨーロッパ選手権大会がソフィア（ブルガリア）で開催され、18か国が参加した。

### 海外への展開
大道塾の海外への展開は1990年代からであり、ロシアのウラジオストクに作られた支部が初の海外支部である。現在まで40か国以上の国に支部を持ち、各国で空道の競技の普及に努めている。
チリ・ブラジル・オーストラリア・イラン・スリランカ・パキスタン・イタリア・ウクライナ・ベルギー・ポルトガル・インド・イギリス・ラトビア・ベラルーシ・ミャンマー・フランス・アメリカ・ネパール・エストニア・コロンビア・スペイン・ドイツ・リトアニア・ギリシャ・モンゴル・ブルガリア・セルビア・ハンガリー・UAE・モロッコ、などの多くの国で空道が行われている。

#### 極東国立総合大学における大道塾指導員学科の開設
1999年の5月にロシアのウラジオストク支部はロシアの名門大学である極東国立総合大学と公的契約を結び、この契約に基づいて公式指導員を目指す道場生から毎年3人が無料で大学に入学することが可能になった。
極東国立総合大学は最近社会体育、社会福祉をより発展させる方針のために体育カレッジを設置しており、その中で2000年9月1日から「コーチ・大道塾指導員」という学科が開かれることになった。

## 空道のルール

### 勝敗の決め方
パンチ・キック・肘打ち・膝蹴り・頭突き等を全身に直接加撃し、ノックダウンによって「一本」を奪うか（4秒間以上の戦闘不能によりKOとなる）、絞め、関節技で「一本」を奪う、判定に持ち込まれた場合「技あり」「有効」「効果」の多少で勝敗を決する。
- 投げの後に相手に防御されずに即座に「極め」をいれた場合「効果」のポイントが与えられる。
- 寝技でマウント、バック、ニーインザベリーの状態から「極め」を入れた場合「効果」のポイントが与えられる。
- 畳がなければ効果的な攻撃になったと思われる「強く、鮮やかな投げ」があった場合「効果」が与えられる。
- 打撃による攻防で2秒間以上のダウンがあった場合「技あり」、2秒未満のダウンでは「有効」、ダウンは奪えなかったが打撃が強烈に決まった場合「効果」のポイントが与えられる。

### 試合時間
- 3分（延長戦3分、1回まで※）
- 3分間の中で寝技による攻防は2回まで、各々2回まで認める。
- 寝技は一回で30秒まで、それ以降はブレイクされ、立った状態で再開される。
- 立った状態での掴みは10秒まで、それ以降はブレイクされ、離れた状態で再開。
- 北斗旗体力別大会は決勝戦、無差別大会はベスト8以上決勝戦までの試合は「再延長戦」もありうる。

### 試合時の服装
体は空道着を着用する。顔面にはスーパーセーフを着用。手は素手、もしくは拳サポーターを着用する。金的にはファウルカップを装着する。
なお、空道着は2005年の体力別選手権から白だけではなく、青の道着も導入された。一方の選手が白、もう一方の選手が青の空道着を着用する。これは道着と顔面の防具を着用して行われる競技の特性上、時として寝技などで双方のポジションが大きく入れ替わるような動きが行われた場合、双方の選手の見分けが難しいことがあり、審判および観客から選手の判別を行いやすくし、主に誤審を防ぐ事を目的としている。

### 金的攻撃について
通常は禁止。だが、身体指数（身長の数値+体重の数値）の差が20以上ある場合はファウルカップを着用し両者に蹴りによる金的攻撃を、差が30以上ある場合は、拳もしくは拳底による金的攻撃を認める。

### 階級
身長（cm）+体重（kg）の数値が身体指数と言われ、現在の北斗旗（無差別は除く）では5つの階級に分かれている。
- 軽量級・230未満
- 中量級・230以上240未満
- 軽重量級・240以上250未満
- 重量級・250以上260未満
- 超重量級・260以上

### 防具
顔面の防具であるスーパーセーフは鼻が折れる、目に直接打撃が当たり失明する等の怪我を防ぐ上で有効であり、社会人でも顔の怪我やあざを気にする必要がなく、顔面に防具をつけることで拳の側には非常に軽く薄い拳サポーターのみであるため、重いグローブをつけた時の問題点である脳へのダメージを減らすことができる等、非常に安全性が高いものになっている。そして、空道以外の試合ではほとんど見ることができない 頭突き という技をルールに導入することを可能にした。これらのことからスーパーセーフと拳サポーターという組み合わせは大道塾の社会体育という理念に合致するものであると言える。
だが、スーパーセーフの構造上の問題も指摘されており、視界の悪さ、第三者から表情が見えづらい、素面と比べてセーフのプラスティック製の部分が前面に出っ張っているために距離の感覚に違和感がある、顔の正面への打撃はダメージが少なくなる、等の弱点もある。
これらの弱点は長年言われていたが、それを解消するために2007年に空道オリジナルの公式防具である「NHG空（ネオヘッドギア クウ）」がマーシャルワールドと共同開発された。大道塾創設以来使われており、現在も使われている顔面の防具であるスーパーセーフの弱点を改良しており、段階的に導入が進められている
- 2007無差別大会以降の全日本大会 - NHG空の着用必須
- 2007年および2008年の全日本予選、審査会 - スーパーセーフとの併用可能
- 2009年からは予選、本戦、審査会など全ての行事においてNHG空の着用必須

## THE WARS
THE WARSとは大道塾が行う実験的なワンマッチ興行のことであり、現在までに6回開催されている。
毎回試合ルール等は異なり、あくまで技術的な蓄積や経験を得るため、そして大道塾の選手が異なるルールに対応できるのかどうかを証明することが主な目的である。正道会館とK-1の関係と似ているが、大道塾にとってTHE WARSは空道を補完する立場であるため、位置づけはやや異なる。
- 1992年7月 - 初の大道塾主催グローブマッチ『THE WARS 7.7』開催
- 1993年7月 - グローブマッチ『THE WARS '93』開催
- 1996年2月 - 組み技強化のため、『THE WARS 3』を開催（素面プラスオープンフィンガーグローブの総合格闘技ルール中心で開催）
- 1997年3月 - 寝技強化の為『THE WARS 4』を開催（総合格闘技ルール中心）
- 1999年4月 - 『THE WARS 5』開催（総合格闘技ルール中心）
- 2002年7月 - 『THE WARS 6』開催。フランスの人気総合格闘技リュウット・コンタクトとの対抗戦、素面、オープンフィンガーグローブ装着で、道着を着用したジャケット総合格闘技のルールでの試合が中心

### THE WARSが行われた理由
第1回のTHE WARSが行われた1990年代前半だが、当時、格闘技界では正道会館を中心とした空手のグローブ化とショー化された派手な格闘技興行が盛んであり、格闘技雑誌もそれを多くとりあげていた、一方グローブではなく素手とスーパーセーフの大道塾に対し、メディアでは「グローブルールから逃げている」と言ったような記事が多くなり、それに対して大道塾の選手がグローブルールにおいても適応できることを証明するために開催されたのがTHE WARSである。
第2回大会のTHE WARS '93も同様のグローブルールで試合は行われ、この2つの試合の結果により大道塾の選手のグローブへの適応能力と強さが証明された。
1993年からUFCが行われ、UFC 2に市原海樹が参戦するもホイス・グレイシーに寝技で負け、日本の格闘技界もグレイシー旋風が吹き荒れ、数年前とは逆に「大道塾は寝技に対処できるのか」という声が大きくなってきた、このためTHE WARS 3・THE WARS 4・THE WARS 5の3つの興行では総合格闘技、特に当時交流のあった修斗やパンクラスの選手との対抗戦という形式が多く盛り込まれている。
THE WARS 6では空道と同じような着衣総合格闘技を行っているフランスの団体との対抗戦という形式になった。試合ルールはオープンフィンガーグローブ着用で顔面には防具なし、体には道着を着用という形式である。このTHE WARS 6が他のTHE WARSの試合と若干異なるのは「異質なものとの戦い」という面ではなく、似たような技術体系を持つ団体との技術交流という側面が強いことがあげられる。

### THE WARS 試合結果

#### THE WARS 7.7
1992年7月7日、後楽園ホール（東京）
ムエタイルール+投げ 3分5R
△ 長田賢一（大道塾） vs ポータイ・チョーワイクン（タイ） △
ドロー
ムエタイルール+投げ 3分5R
○ エッカチャイ・ソーサワット（タイ） vs 加藤清尚（大道塾） ●
判定
ムエタイルール+投げ 3分5R
○ 市原海樹（大道塾） vs ミハエル・エフスティグネフ（ロシア） ●
1R 2:30 KO
ムエタイルール 3分5R
○ 飯村健一（大道塾） vs ティショノフ（ロシア） ●
2R 2:03 KO
ムエカッチューアルール 3分3R
△ マイケル（ミャンマー） vs ミンキーセン（ミャンマー） △
引き分け
SAWスペシャルルール 5分1R（エキシビション）
木村浩一郎（SAW） vs 伊藤敏行（SAW）
勝敗なし
北斗旗ルール 本戦3分延長2分再延長2分
○ 京崎武（誠空会） vs 酒井修（大道塾） ●
再延長 判定4-1
ムエタイルール 3分3R
○ オレグ・バヒレフ（ロシア） vs 大成敦（大誠塾） ●
1R 2:20 TKO
キックボクシングルール+投げ 3分3R
△ 小金丸茂昭（真武館） vs コンペット・シッサハハーン（タイ） △
引き分け

#### THE WARS’93
1993年7月8日、後楽園ホール（東京）
グローブ空手マッチ 3分5R
○ 市原海樹（大道塾） vs ヤン・ロムルダー（オランダ） ●
5R 1:20 TKO
グローブ空手マッチ 2分5R
○ 稲葉紀之（藤原道場） vs 大成敦（大誠塾） ●
判定3-0
グローブ空手マッチ 3分5R
○ ライアン・シムソン（オランダ） vs 加藤清尚（大道塾） ●
判定2-1
グローブ空手マッチ 3分5R
○ 飯村健一（大道塾） vs 阿部健一（健闘塾） ●
判定2-0
グローブ空手マッチ 3分3R
○ 山下茂敏（真武館） vs 鶴見直史（奥旨塾） ●
判定2-0
総合格闘技グラップルマッチ 3分3R
○ 住本和隆（勇武会） vs 奥田康則（合気道S.A.） ●
優勢勝ち
SAWリアルチャンピオンマッチ 3分3R
○ 木村浩一郎（SAW） vs 長瀬玲（SAW） ●
優勢勝ち
真武館スタイルマッチ 3分3R
○ 小金丸茂昭（真武館） vs 組坂幸喜（辻道場） ●
優勢勝ち
格闘空手マッチ 3分2R
○ 多田英史（大道塾） vs 森直樹（大道塾） ●
優勢勝ち

#### THE WARS 3
1996年2月17日、枇杷島スポーツセンター（名古屋）
北斗旗スペシャルルール 本戦3分延長3分
○ 長田賢一（大道塾） vs アレキサンダー・D・マルチノフ（大道塾ロシア） ●
判定3-0
キックボクシングルール 3分3R（エキシビション）
加藤清尚（大道塾） vs 清水裕治（拳剛塾）
勝敗なし
シューテング特別ルール 3分2R
○ 九平（スーパータイガーセンタージム） vs 森直樹（大道塾） ●
判定3-0
全日本格闘技選手権ルール 本戦3分延長3分
△ 長谷川朋彦（大道塾） vs 久原清幸（真武館） △
ドロー
総合格闘技特別ルール 3分2R
○ 郷野聡寛（スポーツ会館） vs 土居龍晴（大道塾） ●
判定2-0
北斗旗ルール 本戦3分延長3分
○ 藤澤雄司（大道塾） vs 藤川陽一（奥旨塾） ●
延長終了 判定3-0
SAW特別ルール 3分2R
△ 長沼豊（大道塾） vs 河村尚久（SAW） △
ドロー
北斗旗ルール 本戦3分延長3分
○ 五十嵐祐司（大道塾） vs 佐藤敦士（拳桜会） ●
延長終了 判定2-1
全日本格闘技選手権ルール 本戦3分延長3分
△ 市瀬猛（大道塾） vs 太田和博（真武館） △
ドロー
北斗旗ルール 本戦3分延長3分
○ 小野亮（大道塾） vs 大川真人（大道塾） ●
本戦 2:24 一本

#### THE WARS 4
1997年3月17日、後楽園ホール（東京）
WARS特別ルール 3分5R
△ 秋山賢治（大道塾） vs ジャスティン・マッコーリー（リングスUSA） △
ドロー
修斗ルール・ウェルター級 3分5R
○ 森直樹（大道塾） vs 九平（シューティングジム大宮） ●
判定3-0
修斗公式戦・ライトヘビー級 3分5R
○ 郷野聡寛（フリー） vs 長野常道（大道塾） ●
判定3-0
修斗公式戦・ライトヘビー級 3分5R
○ 山崎進（大道塾） vs 中尾受太郎（シューティングジム横浜） ●
判定3-0
ブラジリアン柔術ルール 8分一本勝負
○ 中井祐樹（シューティングジム大宮） vs 藤原正人（フリー）●
ポイント判定13-0
北斗旗実験ルール（素面、オープンフィンガーグローブ着用）3分3R
○ 土居龍晴（大道塾） vs 鶴屋浩（治政館） ●
判定1-0
北斗旗ルール 3分2R
○ 岩木秀之（大道塾） vs 大川真人（大道塾） ●
判定3-0
SAW特別ルール 3分2R
△ 高橋誠（SAW） vs 北郷謙（豊道館） △
ドロー
北斗旗実験ルール（掌底による素面への攻撃可）3分2R
○ 今津陽一（大道塾） vs 村田良成（大道塾） ●
1R 1:12 腕ひしぎ膝固め
北斗旗ルール 3分2R
○ 石原美和子（大道塾） vs 高橋洋子（吉本女子プロレスJd'） ●
判定3-0

#### THE WARS 5
1999年4月8日、後楽園ホール（東京）
パンクラチオンマッチ 15分1本勝負
△ 山崎進（大道塾） vs 美濃輪育久（パンクラス横浜道場） △
ドロー
WARSルール（道衣なし、肘うちなし） 3分3R
△ 小川英樹（大道塾） vs 田中健一（総合格闘技田沼道場） △
ドロー
ブラジリアン柔術ルール 8分1本勝負
○ 中井祐樹（パレストラ東京） vs 藤本勤（パレストラ函館） ●
ポイント判定21-0
WARSルール（道衣なし、肘うちなし） 3分3R
○ 鶴屋浩（治政館） vs 土居龍晴（大道塾） ●
1R 1:18 Vクロスアームロック
全日本格闘技選手権ルール 3分3R
△ 高松猛（大道塾） vs 赤崎勝久（無門塾） △
ドロー
SAWスペシャルルール 5分2R
△ 河村尚久（SAW） vs 勢田誠一（パレストラ仙台） △
ドロー
WARSルール（道衣着用、肘うちなし） 3分3R
○ 太田和博（真武館） vs 金子裕己（四王塾） ●
2R 1:13 TKO
WARSルール（道衣着用、肘うちあり） 3分3R
○ 山下志功（パレストラ札幌） vs 川口昭一郎（大道塾） ●
3R 0:34 腕ひしぎ十字固め

#### THE WARS 6
2002年7月17日、後楽園ホール（東京）
北斗旗ルール 本戦3分延長3分
○ 平塚洋二郎（那覇支部） vs マシュー・マクレガー（誠空会：豪） ●
延長戦 2:10 腕ひしぎ十字固めにより一本勝ち
WARSルール3分3R
● 八島有美（横浜教室） vs デュカステル・ステファニー（リュットコンタクト：仏） ○
2R 2:15 腕ひしぎ膝固めにより一本勝ち
WARSルール 5分、3分の2R制
△ 稲田卓也（横浜教室） vs ボナフ・ロラン（リュットコンタクト：仏） △
1R 3:30 ボナフ出血の為ノーコンテスト
WARSルール 3分3R
△ 八隅孝平（パレストラ東京） vs ディディエ・リュッツ（リュットコンタクト：仏） △
ポイント0-0 時間切れ引き分け
北斗旗ルール 本戦3分延長3分
○ 伊賀泰司郎（関西本部） vs 佐藤繁樹（東北本部） ●
本戦 0:45 佐藤右肩脱臼の為試合続行不能、ドクターストップ
WARSルール 3分3R
△ 飯村健一（総本部） vs ファド・エズベリ（リュットコンタクト：仏） △
ポイント0-0 時間切れ引き分け
WARSルール 3分3R
○ 藤松泰通（総本部） vs デニス・フランソワ（リュットコンタクト：仏） ●
ポイント1-0 1Rパンチによるポイントで判定勝ち
WARSルール 5分、3分の2R制
○ 山崎進（総本部） vs フォートリー・パトリック（リュットコンタクト：仏） ●
ポイント3-0 本戦パンチによるポイントで優勢勝ち
WARSルール 3分3R
○ 小川英樹（中部本部） vs ドゥロ・ブノワ（リュットコンタクト：仏） ●
2R 2:40 ヒールホールドにより一本勝ち

## 集団戦
2002年5月の北斗旗全日本体力別大会ではエキシビションとして「集団戦」が行われた。集団戦とは「路上の現実」として起こりうる複数同士の格闘の競技化を狙ったもの、紅白5人ずつの2チームでの戦いであったが、寝技に入った場合即座に敵チームの他の選手から踏みつけの攻撃を受けており、複数での戦いの場合での寝技の危険性を見せ付けるものとなった。

## 空道の選手
- 西良典（元） 1983・1984 無差別王者
- 長田賢一 1985・1986・1989・1992 無差別王者
- 市原海樹 1990・1993 無差別王者
- 加藤清尚 1991 無差別王者
- 佐和田亮二（元） 1985・1986・1987 中量級優勝
- セミー・シュルト（元・当時極真武道会）
- 酒井修
- マグナムTOKYO
- 堀啓
- 山崎進 2003 無差別王者
- 山田利一郎
- アレクセイ・コノネンコ 1998 無差別王者
- 飯村健一
- 清水和磨
- 稲田卓也
- 渡辺正明
- 藤松泰道
- 稲垣拓一
- 朝岡秀樹（格闘技通信編集長）
- 森直樹 1995 軽重量級優勝
- 岩崎弥太郎 1982 無差別王者
- 武山卓巳
- 平岡義雄 1995 中量級優勝
- 八島有美
- 岩木秀之 2005年 第二回空道世界選手権 中量級世界王者
- 川保天骨

## 関連出版物、映像作品等

### 本
- はみだし空手
- 格闘空手
- 格闘空手への道
- はみ出し空手から空道へ
- 総合格闘技空道入門
- 大道無門（雑誌）
- 空手道ビジネスマンクラス練馬支部（夢枕獏著）
- オーイまさぁーき！ 息子・正哲との想い出
- 大道塾20年史
- eッssay！「日々是雑念」

### ビデオ、DVD
- ザスピリチュアルカラテ
- 2001第一回世界大会
- 2005第二回世界大会
- 空道DVD PART1
- 空道DVD PART2
- 北斗旗への道
- 北斗旗への道II実践組み手編
- THE WARS6
- THE WARS7.7
- 格闘戦士たちの新たなる挑戦、ザ・ソウルファイター2
- 伝説の名勝負が甦る！北斗旗ベストバウト20
- 格闘空手の戦士たち '96北斗旗空手道選手権大会（体力別）
- 格闘空手の戦士たち '96北斗旗空手道選手権大会（無差別級）
- 格闘空手の戦士たち '97北斗旗空手道選手権大会（体力別）
- 格闘空手の戦士たち '97北斗旗空手道選手権大会（無差別級）
- 格闘空手の申し子！北斗の咆哮・市原海樹
- ヒットマン長田賢一のすべて長田賢一ヒットマンの伝説
- THE WARS '93
- 大道塾 THE WARS 4
- 亜細亜散打大戦